# Liaison pnictogène
 (juin 2024).
La liaison pnictogène (PnB) est une liaison non covalente qui se produit entre un atome de pnictogène, Pn (azote (N), phosphore (P), arsenic (As), antimoine (Sb) ou bismuth (Bi)), et une région nucléophile (Nu). Cette interaction peut se manifester au sein d'une même molécule (liaison intra-moléculaire) ou entre différentes molécules (liaison inter-moléculaire).
Les éléments clés de la liaison PnB sont les suivants :
- atomes de pnictogène (Pn) : N, P, As, Sb ou Bi ;
- atome ou groupe attracteur d'électrons: cet élément participe à la formation de la liaison PnB ;
- région nucléophile (Nu) : cette région participe également à la liaison PnB. Elle peut être constituée d'hydrogène (H), d'halogènes (X), d'autres atomes de pnictogène (Pn), de systèmes π ou d'anions.

La liaison PnB présente des similitudes avec les liaisons halogène et chalcogène. Elle est directionnelle et privilégie une géométrie linéaire, avec un angle R-Pn-Nu proche de 180°. Cependant, contrairement aux atomes d'halogène et de chalcogène, les atomes de pnictogène possèdent la particularité de présenter trois centres électrophiles sur l'atome de Pn. Cette caractéristique offre un avantage supplémentaire dans l'exploitation de ces forces faibles en chimie de coordination.

## Définition
Une liaison pnictogène est généralement représentée par la géométrie R-Pn---A ou Pn représente n’importe quel atome pnictogène. Celui-ci possède une région électrophile.
L’atome centrale est appelé PnB donneur (Pnictogen-Bond donor). Celui-ci possède une région électrophile. Les atomes reliés, les PnB accepteur (Pnictogen-Bond acceptor) possèdent quant à eux un site nucléophile.
Le site électrophile représente le point où la densité électronique est la plus faible tandis que le site nucléophile le point avec la densité électronique la plus forte. La partie donneuse se comporte donc comme un accepteur d’électrons et la partie accepteuse comme un donneur d’électrons.
Une liaison pnictogène peut aussi avoir lieu :
- Dans une molécule neutre, avec des atomes neutres.
- Dans une liaison chargée avec un atome neutre et un anion ainsi qu’entre un cation et un nucléophile.
- Dans une région délocalisée pauvre en électron en donneur et un nucléophile en accepteur.

Due à la variabilité électrostatique des atomes pnictogènes, leurs entités moléculaires engagent un nombre d’interactions donnant accès à une variété électronique et géométrique.
Deux pnictogènes peuvent aussi réaliser une liaison pnictogène entre eux. Dans ce cas, un des pnictogènes sera le PnB et l’autre le PnA. Comme par exemple la molécule: NO2HP---NH3
La liaison pnictogène doit être considérée comme une interaction attractive entre le site donneur de PnB Pn et le site accepteur de PnB A de polarité de charge opposée (Pnδ+ et Aδ-), résultant en une interaction coulombienne entre eux ; la polarité de charge δ+ et δ- se réfère symboliquement à la polarité de charge locale sur les régions d'interaction sur Pn et A, respectivement.

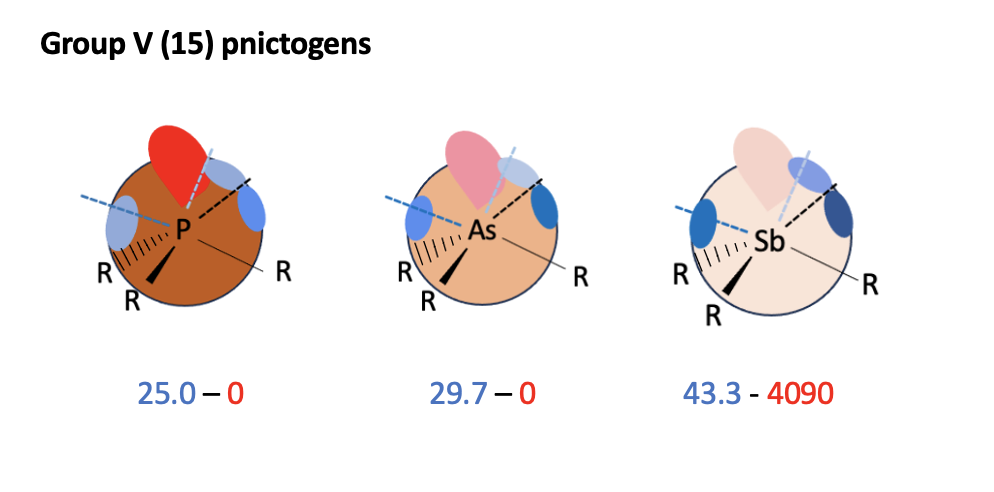
Position, nombre et profondeur (bleu clair à bleu foncé) des trous σ sur les pnictogènes, augmentant avec la polarisabilité.

Une région électrophile (généralement associée à un σ- or π-trou) sur un atome pnictogène dans une entité moléculaire et une région nucléophile dans une autre ou la même entité moléculaire peuvent former des liaisons couvrant une gamme de séparations, d'énergies et d'autres paramètres expérimentaux ou théoriques ; l'utilisation du terme PnB doit être limitée aux cas où les séparations, les énergies et/ou d'autres paramètres expérimentaux et théoriques diffèrent de ceux des liaisons covalentes et ioniques correspondantes.

## Exemples

### Dérivés azotés
Les éléments du groupe 15, également appelés pnictogènes, présentent des caractéristiques très variées, allant des non-métaux aux métaux. Leur comportement en termes de liaisons chimiques diffère considérablement entre les dérivés des pnictogènes les plus légers et les plus lourds.
L’azote, qui est le pnictogène le plus électronégatif, est le moins susceptible de fonctionner comme électrophile. Dans les composés azotés, la liaison PnB (entre l’azote et un autre élément) est généralement faible et longue, avec une séparation entre les atomes impliqués proche ou légèrement inférieure à la somme des rayons de Van der Waals.
En descendant dans le groupe, de phosphore à arsenic et antimoine, l’électrophilie et la capacité de donner des PnB augmentent, notamment lorsque l’électronégativité diminue.

### Dérivés phosphorés
Tandis que la majorité des composés organophosphorés sont des acides de Lewis, le phosphore tri et pentavalent peut former des liaisons pnictogènes avec différents nucléophiles (N,P,O,S,Ha,...). Grâce à une meilleure polarisation et tendance électrophile en comparaison avec l’azote, on retrouve beaucoup de liaisons pictogènes impliquant le phosphore dans des complexes de coordination.

### Dérivés d'antimoine
En comparaison avec l’azote, le phosphore et l’arsenic, les dérivées d'antimoine, montrant une plus haute électrophilie face à des nucléophiles, ont tendance à former des liaisons pnictogènes. Des atomes ou groupes fortement électronégatif, augmentent la déficience en électron de l’antimoine.

### Dérivés de bismuth
En raison de sa faible électronégativité, le bismuth se démarque parmi les pnictogènes en montrant une grande capacite à agir comme un électrophile. Cette réactivité particulière conduit le bismuth à établir des liaisons PnB généralement solides et courtes. Cette tendance est le résultat de l'interaction entre les dérivés du bismuth et les donneurs de densité électronique, tels que les atomes d'azote ou de phosphore. Par conséquent, ces liaisons présentent souvent une énergie de formation et de rupture proche, voire légèrement supérieure à celle des liaisons covalentes correspondantes, ce qui témoigne de la robustesse de ces liaisons PnB.

## Comparaison avec d’autres types d’interactions non covalentes
- Les liaisons pnictogènes (PnB), chalcogènes (ChB) et halogènes (XB) sont généralement plus fortes que les hydrogènes en raison d'interactions orbitales plus stabilisantes. Cela suggère que ces types de liaisons ont des mécanismes qui favorisent une interaction plus forte entre les atomes impliqués, par opposition aux liaisons hydrogène (HB) classiques.
- Les liaisons hydrogène (HB) présentent une répulsion de Pauli moins déstabilisante en raison de l'absence de chevauchement entre les orbitales atomiques occupées de manière plus élevée de l'atome accepteur (A-) et l'orbitale atomique du fragment donneur d'hydrogène (D-H). Cela contribue à rendre les liaisons hydrogène moins défavorables sur le plan énergétique.
- Les analyses montrent également que les liaisons pnictogènes, chalcogène-hydrogène, halogène-halogène et halogène-métal ont une attraction électrostatique encore plus forte que les hydrogènes. Cela signifie que ces types de liaisons sont également influencés par des interactions électrostatiques plus puissantes entre les atomes impliqués.

Il est également noté que ces observations ne peuvent pas être directement expliquées par le modèle du "𝝈-hole", qui se base sur le fait que l'hydrogène a le plus grand VS,max (volume de l'espace valence maximale) et suggère à tort que les HB devraient avoir l'attraction électrostatique la plus forte. Cela suggère qu'il existe d'autres mécanismes et facteurs qui contribuent à la force des différentes liaisons, en dehors de la simple géométrie et des caractéristiques de l'atome d'hydrogène.

## Historique
En 2013, grâce aux progrès de la chimie computationnelle, une nouvelle méthode de catalyse utilisant des interactions particulières, appelées anion-π, a été mise au point pour la première fois. Cependant, il a fallu du temps pour identifier une réaction de référence clé dans les domaines de la chimie et de la biologie, ce qui a retardé la reconnaissance de l'importance des interactions impliquées, en particulier les interactions π-π. On considère désormais que le vrai début de cette méthode de catalyse remonte à 2015. Depuis lors, cette approche a été appliquée avec succès à de nombreux catalyseurs et types de réactions. Son impact significatif a également encouragé les chercheurs à explorer d'autres types d'interactions inhabituelles dans le domaine de la catalyse. En 2017, on a ainsi intégré les liaisons chalcogènes, puis en 2018, les liaisons pnictogènes. Depuis, l'intérêt de la communauté scientifique pour ce type de catalyse n'a cessé de croître.

## Applications

### Liquide

#### Catalyse
La catalyse de liaison pictogène est actuellement envisagée comme contrepartie supramoléculaire non-covalente dans une catalyse utilisant des acides de Lewis intrinsèquement covalents. Elle peut être comparé par exemple la catalyse de liaison hydrogène qui est la version non-covalente de catalyse d’acide de Brønsted, mais si elle reste tout de même différente. La catalyse repose particulièrement sur l’interaction sigma-hole de la liaison pictogène.
Les liaisons pnictogènes ont aussi une caractéristique unique : Elles permettent un accès au cyclisations anti-Baldwin, c’est-à-dire elles permettent le non-respect des règles de Baldwin. Cette caractéristique permettrait notamment la réaction en cascade transformant les époxydes trans des brévétoxines en cycle lié par des liaisons cis.

### Solide

#### Ingénierie cristallographique
En ingénierie cristallographique, les liaisons pnictogènes jouent un rôle essentiel dans la formation et la stabilité des cristaux. Par exemple, dans les cristaux organiques, ces liaisons spécifiques contribuent à la création de réseaux supramoléculaires stables. De plus, les interactions pnictogènes peuvent modifier la conformation moléculaire, ce qui impacte l'arrangement spatial des molécules dans le cristal. Cette organisation moléculaire est cruciale pour déterminer les propriétés physiques du matériau cristallin, telles que la conductivité électrique et thermique. Ainsi, les liaisons pnictogènes sont utilisées pour concevoir des cristaux adaptés à diverses applications en ingénierie, notamment dans les domaines de l'électronique, de la pharmacologie et de la catalyse. Elles offrent donc un moyen précieux de contrôler la structure et les propriétés des cristaux, ce qui est fondamental pour le développement de nouveaux matériaux et dispositifs.